# Blato (Mikulovice)

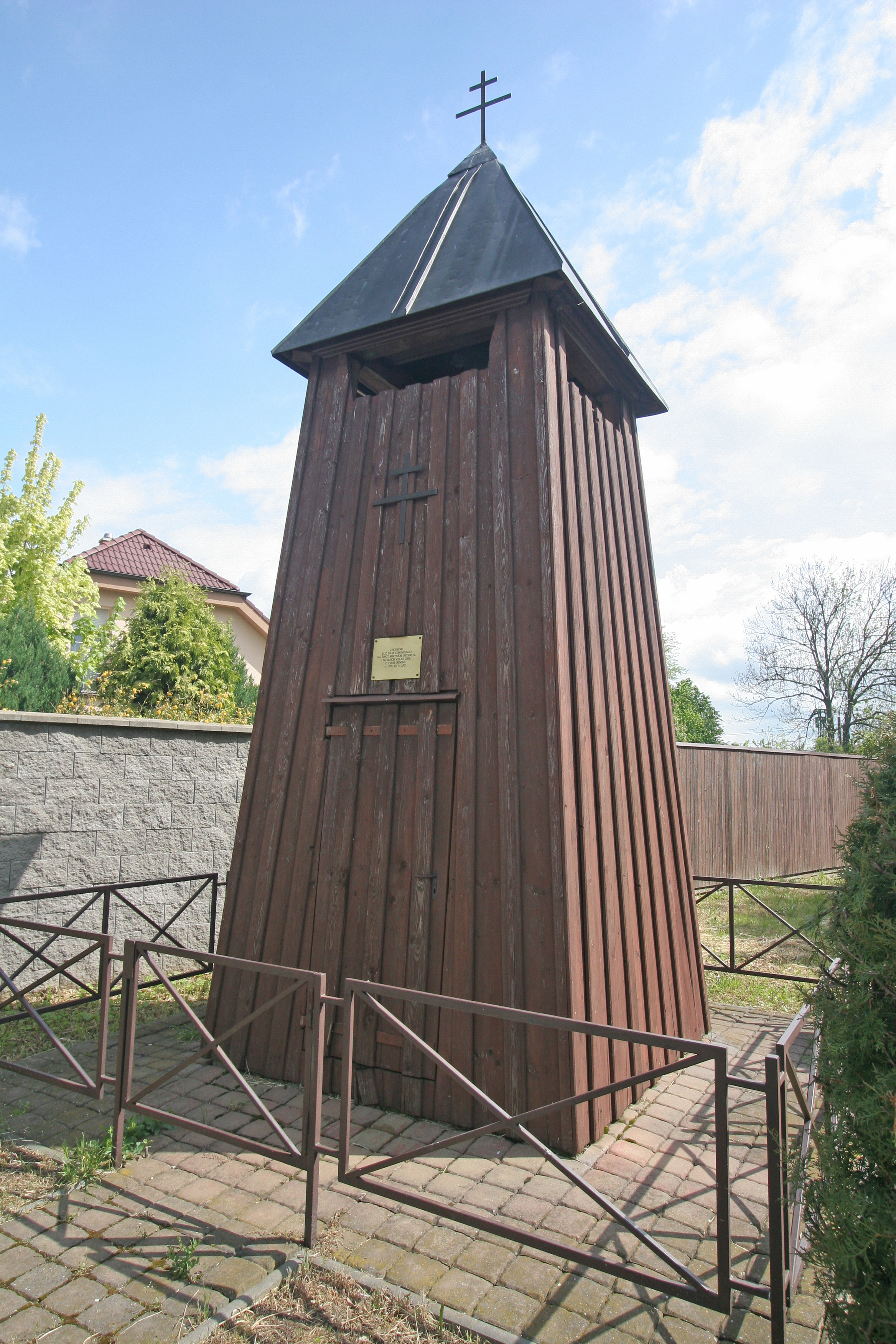
Glockenturm

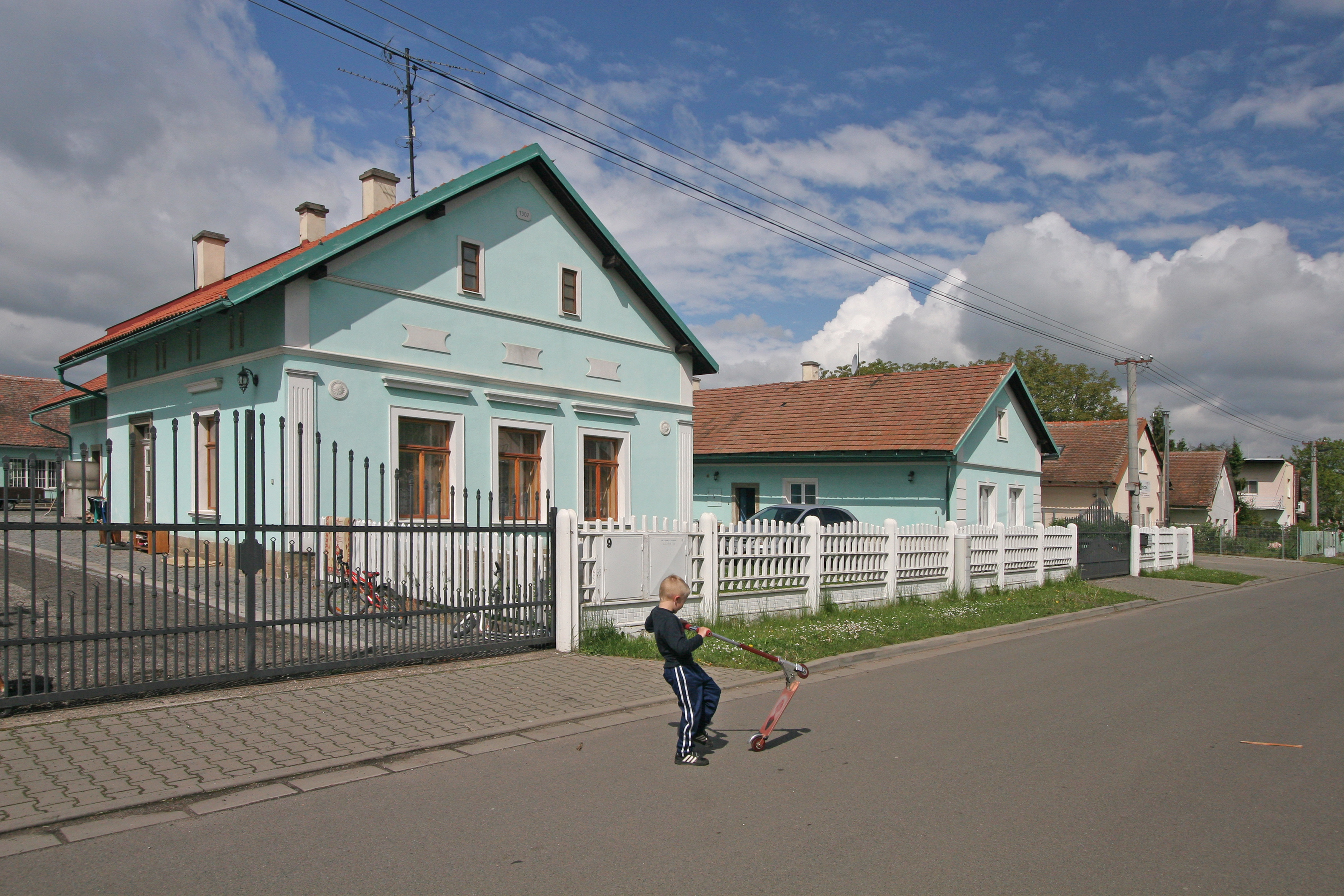
Haus Nr. 9

Blato (deutsch Blatto) ist ein Ortsteil der Gemeinde Mikulovice in Tschechien. Er liegt sechs Kilometer südlich des Stadtzentrums von Pardubice an deren Stadtgrenze und gehört zum Okres Pardubice.

## Geographie
Blato befindet sich am Bach Jesenčanský potok auf der Heřmanoměstecká tabule (Hermannstädtler Tafel). Am östlichen Ortsrand verläuft die Staatsstraße I/37 zwischen Pardubice und Chrudim; westlich des Dorfes die Bahnstrecke Havlíčkův Brod–Pardubice. Im Westen erhebt sich der Mikulovický kopec (276 m n.m.). 
Nachbarorte sind Nové Jesenčany und Jesničánky im Norden, Dražkovice im Nordosten, Mikulovice im Osten, Vestec und Medlešice im Südosten, Markovice und Třibřichy im Süden, Dřenice im Südwesten, Čepí und Dubany im Westen sowie Třebosice und Staré Jesenčany im Nordwesten.

## Geschichte
Blato ist eine bedeutende archäologische Fundstätte, eine Besiedlung der Gegend ist seit der Jungsteinzeit nachweisbar. In der Lehmgrube der Ziegelei sowie linksseitig des Jesenčanský potok wurden im Laufe des 20. Jahrhunderts u. a. Flintsteine, Steinbeile, Keramikgefäße, Hock- und Urnengräber mit Beigaben sowie Lager- und Abfallgruben aufgefunden. Zuletzt fand 2004 vor dem Bau der Staatsstraße I/37 eine Rettungsgrabung statt. Als bedeutendster Fund gilt ein fast vollständiges Wollnashornskelett, das im Jahre 1900 im Ziegellehm aufgefunden und anschließend im Nationalmuseum ausgestellt wurde.
Die erste schriftliche Erwähnung von Blato erfolgte im Jahre 1382. Seit dem 16. Jahrhundert gehörte das Gut den Herren von Bubna und Lititz, die es 1725 mit der Herrschaft Senftenberg und dem Allodialgut Weywanowitz verbanden. Bei der gerichtlichen Abschätzung der Herrschaft Daudleb im Jahre 1798 hatte das landtäflige Gut Blatto einen Wert von knapp 22.300 Gulden. Nach dem Tod des Reichsgrafen Franz Adam von Bubna und Lititz übernahm 1809 dessen Sohn Franz das Gut Blatto als Fideikommisserbe.
Im Jahre 1835 umfasste das im Chrudimer Kreis gelegene Fideikommissgut Blatto, zu dem nur das gleichnamige Dorf gehörte, eine Nutzfläche von 176 Joch 264 Quadratklafter. Das Dorf Blatto bzw. Blato bestand aus 38 Häusern, in denen 247 Personen, darunter zwei jüdische Familien, lebten. Zwei der Häuser gehörten zur Herrschaft Pardubitz. Haupterwerbsquelle bildeten der Ackerbau und die Viehzucht, zudem waren 24 Gewerbetreibende registriert. Im Ort gab es ein Wirtshaus, ein obrigkeitliches Branntweinhaus und eine Mühle. Die Amtsgeschäfte des Gutes besorgte der Chrudimer Magistrat. Pfarrort war Mikolowitz, 9 Häuser waren nach Třebositz eingepfarrt. Bis zur Mitte des 19. Jahrhunderts blieb Blatto ein landtäfliges Gut.
Nach der Aufhebung der Patrimonialherrschaften bildete Bláto ab 1849 einen Ortsteil der Gemeinde Medlešice im Gerichtsbezirk Chrudim. Ab 1868 gehörte das Dorf zum Bezirk Chrudim. Zwischen 1868 und 1871 wurde die Bahnstrecke Deutschbrod–Pardubitz angelegt, sie führte jedoch ohne Halt an Blato vorbei. 1869 hatte Blato 329 Einwohner. Zum Ende des 19. Jahrhunderts löste sich Blato von Medlešice los und bildete eine eigene Gemeinde. Die Freiwillige Feuerwehr wurde 1897 gegründet. 1898 erfolgte die Gründung einer Ziegelei mit Ringofen, sie wurde sukzessive erweitert und hatte zu ihrer Blütezeit 150 Beschäftigte. Im Jahre 1900 lebten in der Gemeinde 418 Personen, zehn Jahre später waren es bereits 548. 1930 hatte Blato 499 Einwohner. 1960 wurde Blato dem Okres Pardubice zugeordnet. 1964 erfolgte die Eingemeindung nach Mikulovice. Die Ziegelei wurde 1994 stillgelegt. Ab 2004 erfolgte östlich des Dorfes der Bau der neuen Staatsstraße I/37.

## Ortsgliederung
Der Ortsteil Blato besteht aus den Grundsiedlungseinheiten Blato und U chrudimské silnice. Der Ortsteil bildet einen Katastralbezirk.   

## Sehenswürdigkeiten
- Hölzerner Glockenturm, er wurde in den Jahren 1920, 1947 und 2003 erneuert